# Periacma laterispinulosa
Periacma laterispinulosa (лат.) — вид молевидных бабочек рода Periacma из семейства Autostichidae. Китай (провинция Хайнань). Специфический эпитет образован от латинских слов later- и spinulosus, обозначающих эдеагус с несколькими короткими шипами на одной стороне.

## Описание
Размах крыльев 13,5 ‒ 17,5 мм. Основная окраска желтовато-коричневая и чёрная. Мезонотум тёмно-жёлтый, чёрный на вершине, с чёрными чешуйками посередине; тегулы тёмно-жёлтые, смешанные с желтовато-коричневыми или коричневыми чешуйками. Переднее крыло темно-оранжево-желтое, с чёрными чешуйками; боковой край с чёрным пятном у основания; спинной край с крупным тёмно-коричневым пятном у основания, косо расширяющимся наружу до складки, затем вдоль складки до 2/5 складки; дискальные и пликальные пятна чёрные; постмедиальная фасция чёрная, от 3/5 складки до торнуса; вершинная фасция чёрная, не достигает постмедиальной фасции; бахромка тёмно-жёлтая, испещрена чёрными чешуйками, вокруг торнуса черновато-серая. Задние крылья серые; бахрома серая, пёстрая с жёлтым. Ноги жёлтые, кроме трёх дистальных тарзомеров передних и средних лапок, чёрные; на вентральной поверхности передние лапки с несколькими чёрными чешуйками на коксах; на спинной поверхности передние ноги с густыми чёрными чешуйками на бедре, голени с чёрной полосой, лапки с несколькими чёрными чешуйками в середине первого тарзомера, средние ноги с густыми чёрными чешуйками у основания бёдра, голени чёрные в основании, с чёрными чешуйками на дистальной половине, лапка чёрная в середине первого тарзомера и в основании второго тарзомера; на внешней поверхности задние ноги с серыми чешуйками на голенях, лапка чёрная в основании каждого тарзомера. Новый вид сходен с P. siamensis Moriuti, Saito & Lewvanich, 1985 по гениталиям самцов. Его можно отличить по дорсо-проксимальному отростку вальвы, вздутому дистально, и саккулюсу с шипом у вершины на дорсальном крае. У P. siamensis булавовидный дорсо-проксимальный отросток не раздут, а саккулюс не имеет шипа на дорсальном крае.